# Ndano
Ndano is een bestuurslaag in het regentschap Bima van de provincie West-Nusa Tenggara, Indonesië. Ndano telt 1311 inwoners (volkstelling 2010).